# Hyakken Uchida
Pour les articles homonymes, voir Uchida.
Hyakken Uchida (内田 百閒), également Hyakkien (百鬼園); né le 29 mai 1889 à Okayama sous le nom Uchida Eizō (内田 榮造)), mort le 20 avril 1971, est un écrivain japonais.

## Biographie
Uchida Eizō naît fils unique d'une famille de brasseur de saké à Okayama où il vit une enfance très heureuse gâté par sa grand-mère. En 1910 il entre au département de germanistique de l'Université impériale de Tokyo et rejoint le cercle littéraire et intellectuel du célèbre auteur Natsume Sōseki (1867-1916). En tant qu'auteur de poèmes haiku, il choisit le nom de plume Hyakken. En 1912, il épouse la sœur d'un ami. Il termine ses études germaniques naissantes en 1914 avec une thèse sur le roman Frau Sorge de Hermann Sudermann. La même année naît sa fille Tamino, un an après son fils Hisakichi. Uchida travaille à présent comme professeur d'allemand et obtient en 1920 un poste à l'Université Hōsei qu'il quitte en 1934 en raison de différents au sein du département d'allemand. Il fait de ses expériences amères le sujet de son roman intitulé La Révolte des mangeurs de pain. Hyakken Uchida ne cesse jamais son activité littéraire faite de miscellanées, de récits de voyage et de journaux intimes. Il se consacre à l'écriture jusqu'à la fin de sa longue vie. Il décède le 20 avril 1971 à l'âge de 81 ans.

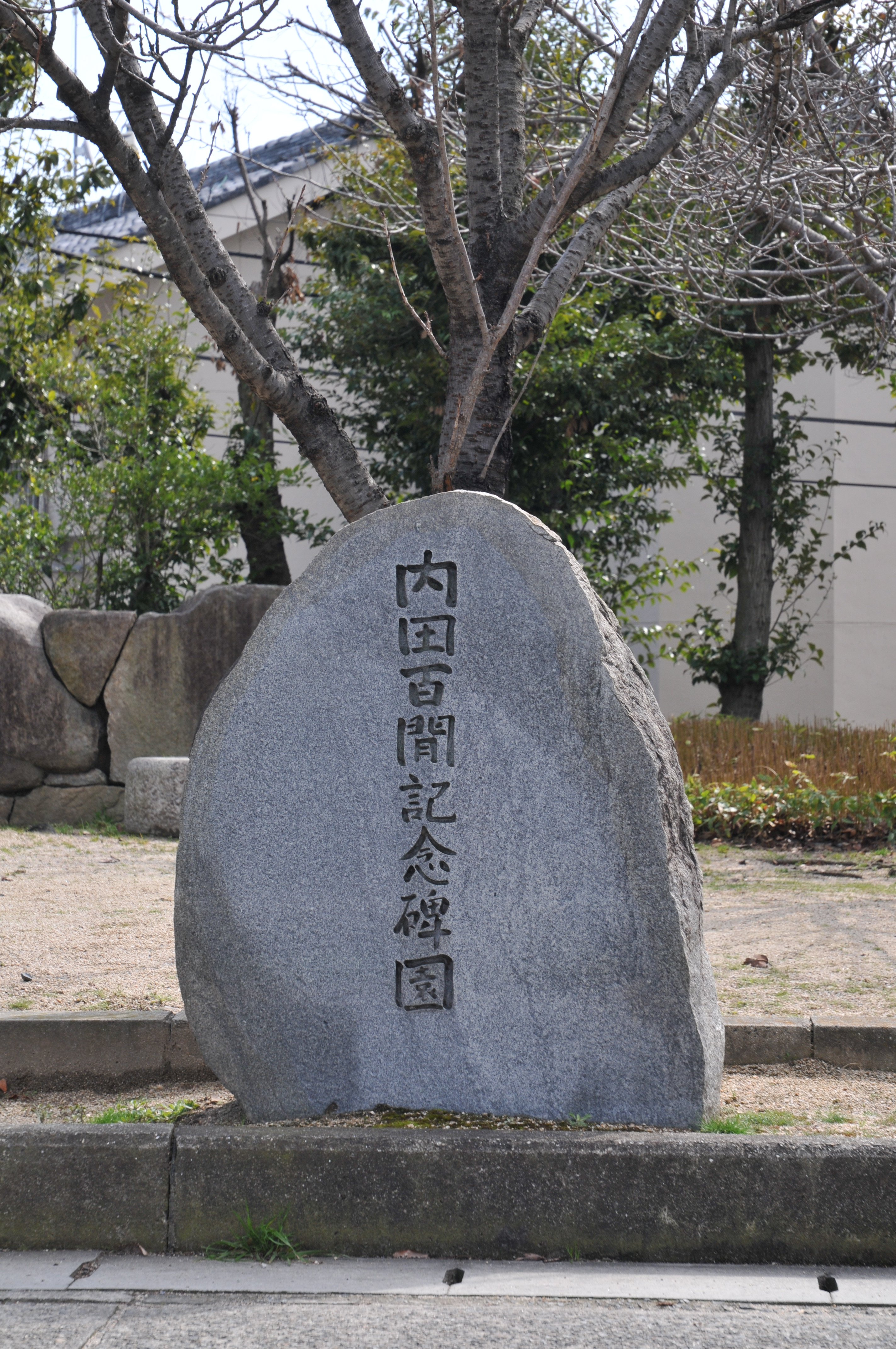
Stèle à la mémoire de Hyakken Uchida

Au Japon, l'auteur est connu comme un aimable excentrique dont l'obstination et le mode de vie dépensier sont les thèmes de la version cinématographique de sa vie qu'Akira Kurosawa réalise en 1993 sous le titre Madadayo (まあだだよ). Déjà dans les années 1980 le Japon connaît un regain d'intérêt pour Hyakken Uchida et il est aujourd'hui l'écrivain préféré d'auteurs à succès tels que Hiromi Kawakami, dont le roman Le ciel est bleu, la Terre est blanche (2007) dit à propos de l'auteur : « Uchida est vraiment un écrivain génial » (p. 78). Parmi les œuvres de Hyakken Uchida figurent les anthologies de nouvelles Meido (冥途, 1922; « Au-delà »), Ryojun Nyujōshiki (旅順入城式, 1934; « Entrée triomphale dans Port-Arthur »), Isōrō Sōsō (居候匇々, 1936; « la Révolte des mangeurs de pain »), Tokyo Nikki (東京日記, 1938; « Notes de journal intime de Tokyo »), la nouvelle Sarasāte no ban (サラサーテの盤 1948; « Airs bohémiens »), le récit de voyage Ahō Ressha (阿房列車, 1952; « Le voyage en train de Hyakken Uchida ») ainsi que les tardifs recueils d'essais Neko ga Kuchi o Kiita (猫が口を利いた, 1970; « Le chat a parlé ») et Nichibotsu Heimon (日沒閉門, 1976; « Quand les jours commencent à manquer, la porte est fermée »). Les éditions japonaises de l'œuvre complète de l'auteur comprennent plus de 30 volumes.

## Œuvre littéraire
Uchida est représentatif de la littérature japonaise moderne basée d'une part sur les formes traditionnelles (haïku, watakushi shōsetsu) et qui d'autre part, met en œuvre les tendances occidentales. Dans le cas des germanistes japonais cela se manifeste par l'adaptation du romantisme du XIXe siècle mais les textes de Hyakken Uchida montrent également des caractéristiques des mouvements littéraires d'après 1900. Son sens de l'humour des moments critiques modernes et une représentation subtile de la psychologie des protagonistes sont caractéristiques du travail de l'auteur qui peut aussi être assigné à l'imaginaire littéraire (jap. gensō bungaku).
Le premier livre d'Uchida, Meido (« Au-delà »), est un recueil de dix-huit étranges histoires oniriques. Le protagoniste se promène dans un labyrinthe de rêves effrayants dont chacun des épisodes est empreint d'une atmosphère de désorientation. Les contours s'estompent, les espacent s'étendent de façon inhabituelles, les successions de luminosité et d'obscurité n'obéissent plus aux lois de la physique. Les sensations du narrateur sont au centre du récit. Dans le dernier épisode, « Au-delà », le protagoniste reconnaît à peine les gens dans ses environs immédiats mais peut cependant clairement entendre les sons. Il croit entendre les bruits stridents d'un insecte sur un mur de papier. L'association avec le bruit d'une guêpe prend la forme d'une synesthésie de la vision du père et de la nostalgie et mélancolie des souvenirs de l'enfance. Les dix-huit histoires de « Au-delà » forment un cycle qui commence avec « Feux d'artifice » (Hanabi) et se termine par « Au-delà » (Meido). Dans la plupart des épisodes, le « je » se trouve sur un sombre barrage où il rencontre des femmes étranges et où il est la dupe de la méchanceté de rusés renards magiques (kitsune). De menaçantes figures féminines, des animaux étranges, des enfants inquiétants et des situations embarrassantes imprègnent les textes du cosmos de l'« Au-delà » d'Uchida, dans lequel le protagoniste enfantin et égoïste semble passer par son purgatoire.
Dans la littérature japonaise moderne les textes d'Uchida Hyakken occupent une place particulière en raison de leur originalité et de leur qualité fantastique.

## Référence
- Lisette Gebhardt (de) : Aus der Schattenwelt. Übs. München: dva, 2009 Nachwort. In: Uchida Hyakken: Aus dem Schattenreich. DVA, München 2009, p. 163-169

## Liste des œuvres traduites en français
- 1922-1934 : La Digue (extraits de 冥途 et 旅順入城式), huit nouvelles (Feux d'artifice ; Echo ; Les Lézards ; Potamot à feuilles de saule ; Le Démon de la variole ; Ambassadeur près de l'empire des Tang ; La Neige ; Tourbillon) traduites par Patrick Honnoré, Les Editions de l'Atelier (collection "Escapades"), 2011.
- 1922-1934 : Au-delà. Entrée triomphale dans Port-Arthur (冥途 et 旅順入城式), quarante-six nouvelles (dont les huit présentes dans La Digue) traduites par Patrick Honnoré, Les Belles Lettres, 2017.
- 1948 : Airs bohémiens (サラサーテの盤), dans Anthologie de nouvelles japonaises contemporaines (Tome I), nouvelle traduite par Alain Rocher, Gallimard, 1986.

## Adaptations cinématographiques
- Roppa no Hōjiro Sensei (ロッパの頬白先生?), Tōhō, 1939), avec Roppa Furukawa.
- Zigeunerweisen (ツィゴイネルワイゼン?) (Tōhō, 1980), réalisé par Seijun Suzuki, avec Yoshio Harada, roman original Sarasāte no ban.
- Madadayo (まあだだよ?) (Daiei, 1993), réalisé par Akira Kurosawa, avec Tatsuo Matsumura.
- Kanashi no Nora (愛しのノラ) (Hajime Harie, 2017), réalisé par Yuji Tajiri, avec Shingo Mizusawa, Hako Oshima, ouvrage original Nora ya.